# Хигден (Арканзас)
Хигден (енгл. Higden) град је у америчкој савезној држави Арканзас.

## Демографија
По попису из 2010. године број становника је 120, што је 19 (18,8%) становника више него 2000. године.
| Група             | 2000.      | 2010.       |
| Белци             | 95 (94,1%) | 117 (97,5%) |
| Афроамериканци    | 0 (0,0%)   | 0 (0,0%)    |
| Азијати           | 0 (0,0%)   | 0 (0,0%)    |
| Хиспаноамериканци | 5 (5,0%)   | 0 (0,0%)    |
| Укупно            | 101        | 120         |